# Stephan James
Stephan James (Toronto, 16 de dezembro de 1993) é um ator canadense. Depois de participar de várias séries durante sua adolescência, James ganhou destaque ao vencer o prêmio Canadian Screen Awards de Melhor Ator pelo seu papel como o atleta Jesse Owens no filme Race (2016).
Em 2018, ele estrelou o aclamado filme de drama de Barry Jenkins If Beale Street Could Talk, baseado no romance homônimo de James Baldwin. Também no mesmo ano, James interpretou Walter Cruz na série da Amazon Homecoming, papel pelo qual recebeu uma indicação ao Globo de Ouro de melhor ator em série dramática.

## Início de vida
James nasceu em Toronto, Ontário. Ele formou-se no ensino médio na Jarvis Collegiate Institute em 2011. Ele é o irmão mais novo do também ator Shamier Anderson. Sua família é jamaicana.

## Carreira

### Primeiros trabalhos
Stephan James iniciou sua carreira de ator com um papel recorrente em duas temporadas da série adolescente canadense Degrassi. Após deixar a série, James interpretou papéis de apoio variados na televisão, incluindo How to Be Indie, Clue, e My Babysitter's a Vampire em 2011, e The Listener e The Complex em 2012. Também em 2011, James interpretou um papel coadjuvante no telefilme 12 Dates of Christmas, da ABC Family.

### Trabalhos recentes
James conseguiu seu primeiro grande papel no cinema ao lado de Tatyana Ali e Fefe Dobson no filme canadense Home Again (2012), no qual ele interpretou um jamaicano deportado. Embora o filme tenha recebido críticas mistas, o jornal canadense The Globe and Mail fez uma crítica positiva à performance de James, a chamando de "comovente". Por sua performance, James conseguiu uma indicação de Melhor Ator Coadjuvante ao Canadian Screen Awards em 2013, mas perdeu o prêmio para Serge Kanyinda.
Em 2013, James entrou no elenco do filme Selma (2014) com o papel do ativista dos direitos civis John Lewis. Selma foi indicado ao Óscar de melhor filme.
Em 2015, fez uma participação especial na minissérie The Book of Negroes, da CBC, baseada no romance premiado homônimo de Lawrence Hill. No Festival Internacional de Cinema de Toronto, no mesmo ano, James foi nomeado como uma das principais "estrelas em ascensão" da indústria cinematográfica. Em comemoração ao Mês da História Negra, Stephan James foi nomeado pela CBC como um dos "6 criadores de cultura afro-canadenses", citando Oprah Winfrey como uma das suas maiores influências.
Em 2016, James foi protagonista do filme biográfico Race, no qual interpretou o atleta Jesse Owens, substituindo a estrela de Star Wars John Boyega. Pelo seu papel no filme, James ganhou o prêmio de Melhor Ator no Canadian Screen Awards.
Em 2017, James interpretou Preston Terry na série da FOX Shots Fired. Em 2018, ele estreou no filme de Barry Jenkins If Beale Street Could Talk, o qual foi indicado a várias cateogorias do Óscar. Também no mesmo ano, Stephan James interpretou Walter Cruz ao lado de Julia Roberts, Bobby Cannavale e Joan Cusack na série da Amazon Homecoming. James recebeu uma indicação ao Globo de Ouro por sua performance na série.